# Jasseniw
Jasseniw (ukrainisch Ясенів; russisch Ясенов Jassenow, polnisch Jasionów) ist ein Dorf im Osten der ukrainischen Oblast Lwiw mit etwa 1200 Einwohnern.

## Geografische Lage

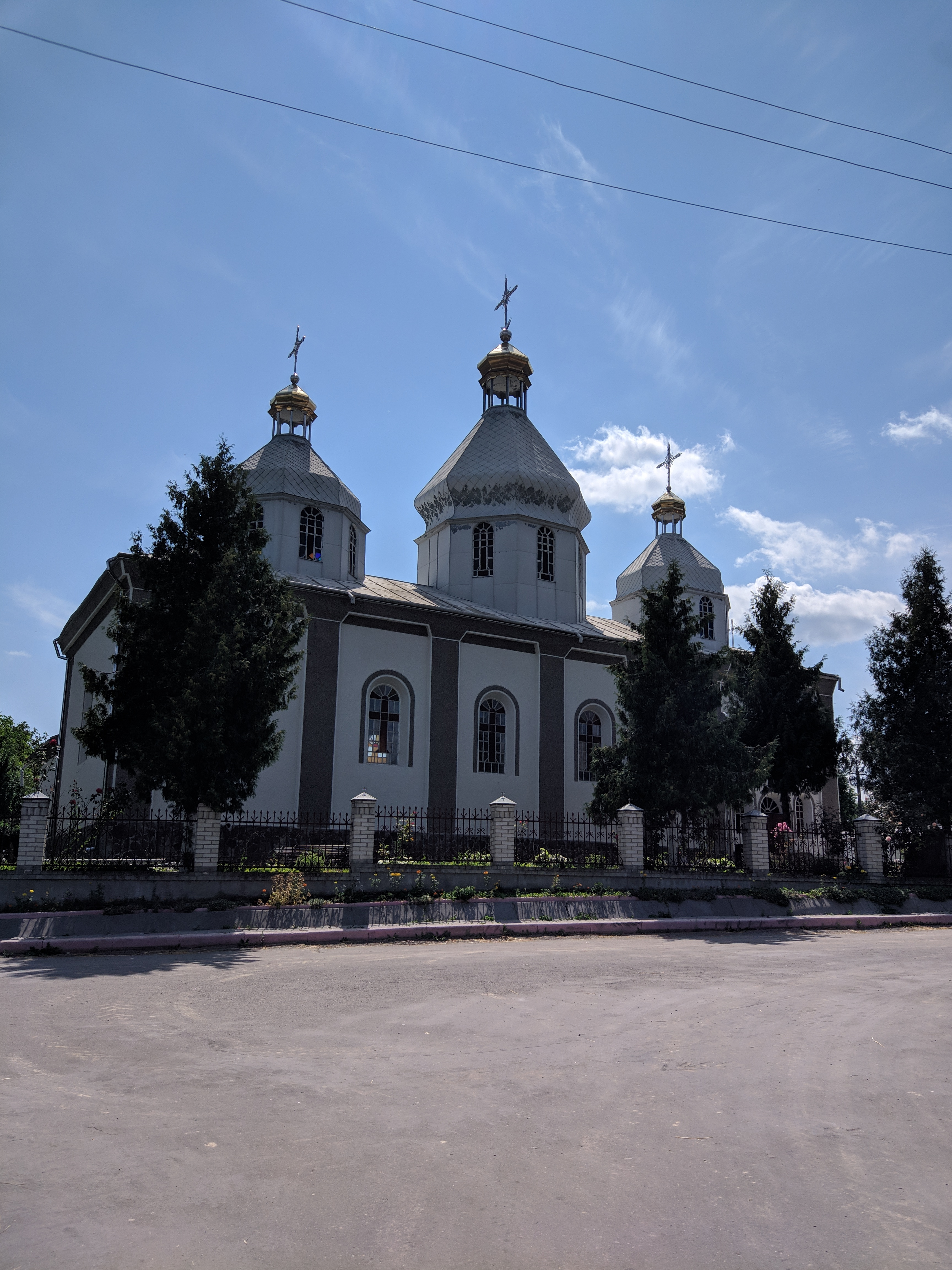
Dorfkirche

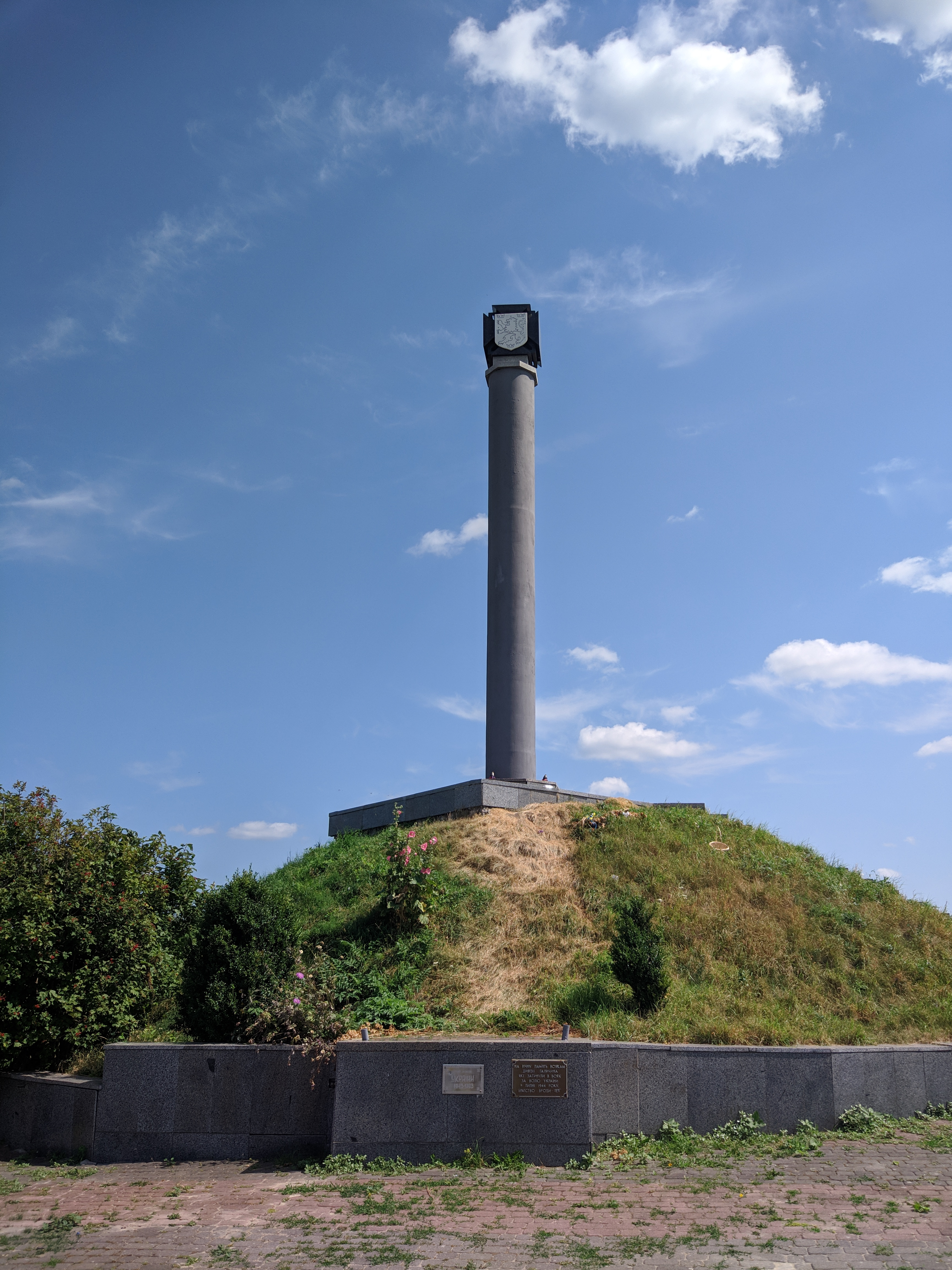
Denkmal für die gefallenen Soldaten auf dem Berg Schbyr

Die Ortschaft liegt auf einer Höhe von 277 m, 15 km südlich vom ehemaligen Rajonzentrum Brody und 70 km östlich vom Oblastzentrum Lwiw. Durch das Dorf verläuft die Fernstraße M 06/E 40.
Beim Dorf liegt, an der Wasserscheide zwischen den Einzugsgebieten des Dnepr und des Dnestr, der 391,4 m hohe Berg Schbyr (Жбир).

## Geschichte
Das erstmals 1466 schriftlich erwähnte Dorf lag zunächst in der  Adelsrepublik Polen-Litauen. Durch einen Überfall von Tataren im Jahr 1626 wurde es nahezu völlig zerstört und während des Chmelnyzkyj-Aufstandes wurde es, infolge des Durchmarsches polnischer Truppen und tatarischer Horden geplündert. Zahlreiche Einwohner wurden verschleppt oder starben an Epidemien, weshalb die Steuereintreiber 1650 dreimal weniger Steuern im Dorf einnehmen konnten, als erwartet. Nach den Teilungen Polens gehörte Jasseniw bis 1918 zum österreichischen Kronland Galizien (Bezirk Brody). Der Volkszählung von 1820 nach hatte das Dorf 101 Bauernhöfe und 787 Bewohner. In den 1860er Jahren entdeckte man im Dorf Braunkohlevorkommen, die jedoch nicht erschlossen wurden.
Nach dem Ende des Ersten Weltkrieges kam die Ortschaft zunächst an die Westukrainische Volksrepublik und nach dem Polnisch-Ukrainischen Krieg zur Woiwodschaft Tarnopol der Zweiten Polnischen Republik. 1931 gab es im Dorf 455 Höfe mit insgesamt 2371 Einwohnern. Im September 1939 wurde das Dorf zunächst von der Sowjetunion und von Anfang Juli 1941 bis Sommer 1944 von der Wehrmacht besetzt. Nach der Rückeroberung von Jasseniw  durch die Rote Armee zum Ende des Zweiten Weltkrieges wurde es Teil der Ukrainischen SSR innerhalb der Sowjetunion und seit deren Zerfall 1991 ist es Teil der unabhängigen Ukraine.
Auf dem Gipfel des naheliegenden Berges Schbyr befindet sich, zum Gedenken an die während der Kämpfe im Zweiten Weltkrieg hier gefallenen Soldaten der Division Galizien, ein Obelisk. Dieser wurde 1991, an Stelle des ehemaligen Grabes eines unbekannten Divisionssoldaten, auf Initiative einer Lwiwer Studentenverbindung errichtet, jedoch im Juni desselben Jahres auf Befehl des höchsten Militärkommandos der Sowjetunion gesprengt. 2008 wurde der Obelisk restauriert.

## Gemeinde
Sie gehört verwaltungstechnisch zur Landgemeinde Sabolotzi, bis 2020 war Jasseniw das administrative Zentrum der gleichnamigen, 72,12 km² großen Landratsgemeinde im Süden des Rajons Brody, zu der noch die Dörfer Dubje mit etwa 680 Einwohnern, Dubyna (Дубина, ⊙) mit etwa 240 Einwohnern, Lutschkiwzi (Лучківці, ⊙) mit etwa 850 Einwohnern, Nowytschyna (Новичина, ⊙) mit etwa 110 Einwohnern, Terebeschi (Теребежі, ⊙) mit etwa 50 Einwohnern und Trischuky (Тріщуки, ⊙) mit etwa 220 Einwohnern gehören.